# КРОК (університет)
Університет «КРОК» — вищий навчальний заклад IV рівня акредитації, розташований у місті Києві, за адресою: вулиця Табірна,30-32, неподалік від станції метро «Берестейська».
Університет здійснює підготовку фахівців з права, психології, економіки,  фінансів,  маркетингу, менеджменту, логістики, міжнародних економічних відносин, туризму і рекреації, комп'ютерних наук, громадського здоров'я. З 2018 року в Університеті з'явились нові спеціальності: дизайн, журналістика та медсестринство, з 2022 року - культурологія, з 2024 - соціальна робота. 
Університет надає широкий спектр академічних послуг, тут можна здобути освітньо-професійний ступінь "фаховий молодший бакалавр", ступені вищої освіти "бакалавр" та "магістр", вчене звання та науковий ступінь.
Очолює Університет доктор фізико-математичних наук, професор Кучко Андрій Миколайович.

## Структура
Університет є частиною «Корпорації розвитку освіти і кадрів», до якої також належить Київський ліцей бізнесу.

### Склад
- Кафедра економіки та фінансів;
- Юридичний факультет;
- Кафедра журналістики;
- Кафедра маркетингу та поведінкової економіки;
- Кафедра туризму;
- Кафедра дизайну;
- Студентський офіс;
- Центр дистанційного навчання;
- Департамент цифровізації;
- Навчально-науковий інститут магістерської підготовки і післядипломної освіти;
- Навчально-науковий інститут менеджменту безпеки;
- Навчально-науковий інститут психології;
- Навчально-науковий інститут медицини;
- Навчально-науковий інститут інформаційних та комунікаційних технологій;
- Відділ аспірантури та докторантури;
- Фаховий коледж Університету «КРОК»;
- Департамент довузівської підготовки;
- Департамент зв'язків з громадськістю та реклами;
- Інститут управління природними ресурсами (м. Коломия, Івано-Франківська область);
- Бізнес Школа КРОК

Фонд навчально-наукової бібліотеки Університету «КРОК» налічує понад 200 тис. томів.

## Аспірантура. Спеціалізовані вчені ради
Університет економіки та права «КРОК» є одним із перших в Україні вищих недержавних навчальних закладів, якому було надано право підготовки науково-педагогічних та наукових кадрів вищої кваліфікації. Із 1997 по 2000 рік це була аспірантура на підставі дозволів про разовий прийом, з 2000 року – постійно діюча аспірантура, з 2016 року – на підставі ліцензій про провадження освітньої діяльності на третьому (освітньо-науковому) рівні вищої освіти.

### Спеціальності
- - 051 Економіка /галузь знань – 05 Соціальні та поведінкові науки / наказ МОН № 590 від 30.05.2016
  - 073 Менеджмент / галузь знань – 07 Управління та адміністрування /
  - 081 Право / галузь знань – 08 Право / наказ МОН № 816 від 08.07.2016
  - 053 Психологія / галузь знань – 05 Соціальні та поведінкові науки / наказ МОН №1508л від 9.12.2016

Діють разові спеціалізовані вчені ради

## Бізнес школа
У 2011 році, при університеті КРОК, заснована Бізнес Школа Крок (англ. KROK Business School, BSK).
BSK проводить підготовку по програмам МВА, навчання по середньостроковим спеціалізованим програмам, організовує тренінги та семінари.

### Програми
- General MBA — для менеджерів вищого та середнього рівнів, власників малого та середнього бізнеса, керівників з управлінським досвідом від 3-х років.
- MBA IT — для власників IT-компаній, IT-директоров, менеджеров и руководителей отделов и служб IT.
- MBA «Фармацевтичний менеджмент та маркетинг» — для власників, керівників та менеджерів фармацевтичних компаній, менеджерів середнього рівня в крупних міжнародних компаніях.
- International MBA — дистанційна програма для менеджерів вищого та середнього рівнів, власників малого та среднього бізнеса, керівників з управлінським досвідом від 3-х років. (разом із швейцарською бізнес-школою Swiss Montreux Business School, SMBS).
- Master of Science in Operational Excellence — для операційних директорів промислових підприємств.